# Magnus Taube (politiker)
Carl Erik Evert Magnus Taube, född 15 juni 1920 i Stockholm, död 23 april 2000 i Kristianstad, var en svensk ekonom och politiker (folkpartist). 
Magnus Taube, som var son till överstelöjtnant Magnus Taube, blev civilekonom 1949 vid Handelshögskolan i Göteborg och verkade därefter i näringslivet, bland annat som ekonomidirektör vid Bostik AB i Helsingborg 1951–1961, disponent vid AB Mårten Pehrsons Valsqvarn i Kristianstad 1961–1972 och avdelningschef vid Revisions AB Carlson & Fritzell 1975–1984. Han var även kommunpolitiker, bland annat som ledamot i Kristianstads stadsfullmäktige (senare kommunfullmäktige) 1967–1973 och 1977–1979.
Han var riksdagsledamot för Kristianstads läns valkrets 1971–1973. I riksdagen var han bland annat suppleant i trafikutskottet 1971–1973. Han var särskilt engagerad i kommunikationspolitik och sociala frågor.